# 狖
狖，黑色的長尾猴。《淮南子·覽冥》：「猿狖顛蹶而失木枝。」高誘注：「狖，猿屬，長尾而卬鼻。」唐·李白《擬恨賦》：「聽江風之嫋嫋，聞嶺狖之啾啾。」